# Ghaith Pharaon
Pour les articles homonymes, voir Pharaon (homonymie).
Ghaith Pharaon (en arabe : غيث فرعون), né le 7 septembre 1940 à Riyad (Arabie saoudite) et mort le 6 janvier 2017 à Beyrouth (Liban), est un ancien financier et homme d'affaires fugitif saoudien d'origine syrienne, fondateur d'Attock Oil Company (en), d'Attock Cement (en). Il a été investisseur dans le parc français Mirapolis et dans la Bank of Credit and Commerce International (BCCI), une banque internationale créée par le financier pakistanais Agha Hasan Abedi (en).
Ghaith Pharaon est un investisseur dans la première entreprise commerciale de George W. Bush. Ghaith Pharaon est inculpé et recherché en raison de son rôle présumé dans la faillite de la BCCI et du scandale de la CenTrust Bank (en), qui a coûté 1,7 milliard de dollars aux contribuables américains. Il est cité dans un rapport du Parlement français de 2002 comme ayant des liens avec des réseaux financiers informels, et des commerçants et des terroristes, y compris Al-Qaïda. Toujours sous une demande d'extradition vers les États-Unis, il meurt en 2017 à Beyrouth sans être confronté à ces accusations,,,,.

## Jeunesse
Ghaith Pharaon est le fils de Rashad Pharaon (en) (né en Syrie en 1912). Ce dernier est ambassadeur saoudien en Europe de 1948 à 1954 et ambassadeur d'Arabie saoudite en France entre 1960 et 1966 ou entre 1948 et 1954 entre autres.
De 1936 à 1953, Rashad Pharaon est le médecin privé d'Abdelaziz ibn Saoud, fondateur du troisième État saoudien, l'actuelle Arabie saoudite,. Ghaith Pharaon est né le 7 septembre 1940 à Riyad, capitale de l'Arabie saoudite.
Ghaith Pharaon fréquente des écoles au Liban, en Syrie, en France et en Suisse. Ses études aux États-Unis se déroulent à la Colorado School of Mines puis à l'université Stanford, et enfin à la Harvard Business School.

## Bank of Credit and Commerce International
Le 29 novembre 1972, la BCCI est créée par le pakistanais Agha Hasan Abedi, issu d'une famille chiite, qui souhaite alors créer une banque d'envergure internationale et active dans les pays émergents, la première banque musulmane au monde. Il bénéficie du parrainage de l’émir d’Abu Dhabi, Zayed ben Sultan Al Nahyane, qui y injecte de fortes sommes en pétrodollars. La banque est liée à de grandes familles arabes ou pakistanaises comme les Bin Mahfouz d'Arabie saoudite, les Gokal du Pakistan et les Pharaon d'Abou Dabi. BCCI Holding SA est enregistrée au Luxembourg en 1972. Le Gulf group, conglomérat propriété de la famille Gokal, est dès 1972 le premier gros client de la banque.
En 1978, James Reynolds Bath devient directeur de la Main Bank, basée à Houston. Ses investisseurs étaient John Bowden Connally, le financier saoudien Ghaith Pharaon et Mahfouz. James Reynolds Bath est un ancien directeur de Banque de Crédit et de Commerce international (BCCI) et le copropriétaire d'Énergie Arbusto avec George W. Bush. Ils faisaient tous deux partie de la garde nationale aérienne du Texas pendant la guerre du Viêt Nam.
En août 1991, le comité de la banque fédérale américaine réclame une amende de 200 millions de dollars à la BCCI pour le contrôle dissimulé des banques First American, Centrust Savings Bank of Miami et Independence Bank of Encino, Californie. L'entreprise d'audit financier Price Waterhouse fait état dans un rapport de 45 pages sur la BCCI de faux prêts, de dépôts non enregistrés, de délits d'initiés, tous véhiculés via des banques complices et des entreprises écrans. Le représentant de la BCCI aux États-Unis était Ghaith Pharaon. Par la suite, le FBI et Interpol se mettront à la recherche de Ghaith Pharaon, fugitif et inculpé dans plusieurs affaires.
En 1992, les sénateurs américains John Kerry et Hank Brown sont les co-auteurs d'un rapport sur la BCCI, qui est remis au comité des affaires étrangères du Sénat des États-Unis,,. Dans leur enquête sur la BCCI (Rapport Kerry (en)), les autorités américaines établissent également que Ghaith Pharaon a pu racheter l'Independence Bank grâce à un prêt garanti par une lettre de crédit de la BAII.
Bien que Pharaon soit un fugitif recherché par le FBI depuis 1991 pour fraude dans la faillite de la BCCI, il décroche un total de 120 millions de dollars de contrats avec l'armée américaine en 2007 et 2008. Les contrats consistent à fournir des milliers de tonnes de carburant pour l'aviation aux bases américaines stationnées en Afghanistan et sont attribués à Attock Refinery, une raffinerie basée au Pakistan appartenant à Kamal Adham (en), l'ancien chef d'Al-Mukhabarat al-Aamah.

## Les années 1980 en France
L'homme d'affaires marocain Daniel Amar rachète l'enseigne en difficulté Félix Potin en 1984, avant de lui adjoindre en 1986 les supermarchés Radar. Le groupe, qui continue de perdre de l'argent, passe ensuite sous le contrôle de Ghaith Pharaon.
Dans les années 1980, le château de Montfort (Dordogne) est acquis par Ghaith Pharaon.

### Mirapolis
En 1984, Ghaith Pharaon rencontre la jeune architecte toulousaine Anne Fourcade désirant créer un parc d'attractions. L'homme d'affaires, dans le but de diversifier ses investissements, fonde la société Paris-Parc. Cette dernière est constituée dans le but de créer et de gérer le parc Mirapolis. Présidée par Pharaon, la société Paris-Parc est créée en avril 1985 avec un capital de deux millions de francs français. Les engins de chantier sont sur le site le 15 juillet 1985 et le permis de construire est délivré en septembre. Les actionnaires prennent en charge 40 % du financement : d'une part des capitaux étrangers — à 55 % — Interedec du groupe Pharaon avec Ghaith Pharaon à sa tête et des intérêts saoudiens, néerlandais, indiens et marocains. Le financement est pris en charge à 45 % d'autre part par des capitaux français. Les 60 % restants du financement sont réalisés via différents emprunts bancaires, notamment auprès du Crédit national.
Mirapolis essuie de lourdes pertes financières et la société dépose le bilan. Le tribunal de commerce de Paris désigne fin avril 1990 les forains comme repreneurs du parc. En mai, le tribunal de commerce de Paris accorde la reprise de Mirapolis au groupement de forains du GIE Mira-fêt, associé au groupe financier saoudien Concorde du milliardaire Ghaith Pharaon, déjà principal actionnaire de Paris-Parc. Ce groupe — réparti à 75 % par les forains et à 25 % par Pharaon — se nomme Campion-Concorde. Ayant en ligne de mire une séance au tribunal de commerce le 11 juillet, Pharaon — représentant 25 % du groupe Campion-Concorde — annonce début juillet se désister et laisse les forains seuls propriétaires de Mirapolis alors que leur présence n'était possible qu'à la condition de la caution financière de Pharaon.